# Червоний Стамбул
«Червоний Стамбул» (тур. Istanbul Kirmizisi; фр. Rosso Istanbul) — італійський фільм 2017 року режисера Ферзана Озпетека.

## Сюжет
Один письменник на ім'я Орхан втрачає все, що має, і стає замкненою людиною. Він оселяється в Лондоні, залишивши колишнє життя, працює редактором. Через кілька років Орхан приїжджає в рідне місто, в Стамбул. Мета його повернення — редакція книги Деніза Сойсала, популярного режисера, який написав автобіографію. А Деніз готується зняти фільм, і заодно допомагає матері з переїздом зі старого особняка. Отже, ці чоловіки зустрілися в одному місті, але на ранок Деніз загадково зникає. Поліцейські починають вести секретну справу. Всі переживають що він може більше не з'явиться. Орхан, читаючи книгу Деніза виявляє, що в ній описані події відбуваються зараз …

## Ролі
| Актор           | Роль        |
| --------------- | ----------- |
| Галіт Ергенч    | Орхан       |
| Туба Бюйюкюстюн | Невал       |
| Мехмет Гюнсюр   | Юсуф        |
| Неджат Ішлєр    | Деніз       |
| Зеррін Текіндор | Айлін       |
| Нерґіс Озтюрк   | поліціянтка |

## Нагороди та номінації[2]

### Номінації

#### Національний синдикат кіножурналістів Італії
- 2017 — номінації «Найкращий режисер» та інші